# 쇼 보트 (1936년 영화)
《쇼 보트》(영어: Show Boat)는 1936년 개봉한 미국의 로맨틱 뮤지컬 영화이다. 제임스 웨일이 감독을 맡았으며, 에드너 퍼버의 동명 소설이 영화의 원작이다. 1996년 미국 국립영화등기부에 등재되었다.

## 출연

### 주연
- 아이린 던
- 앨런 존스

### 조연
- 찰스 위닝거
- 폴 로브슨
- 헬렌 모간
- 헬렌 웨스틀리
- 퀴니 스미스
- 새미 화이트
- 도널드 쿡
- 해티 맥대니얼
- 마릴린 놀든
- 아서 홀
- 찰스 미들턴
- J. 파렐 맥도널드
- 찰스 C. 윌슨
- 클라렌스 뮤즈

## 제작진
- 원작자: 에드나 페버